# Chafariz do Largo da Luz (Santa Cruz)

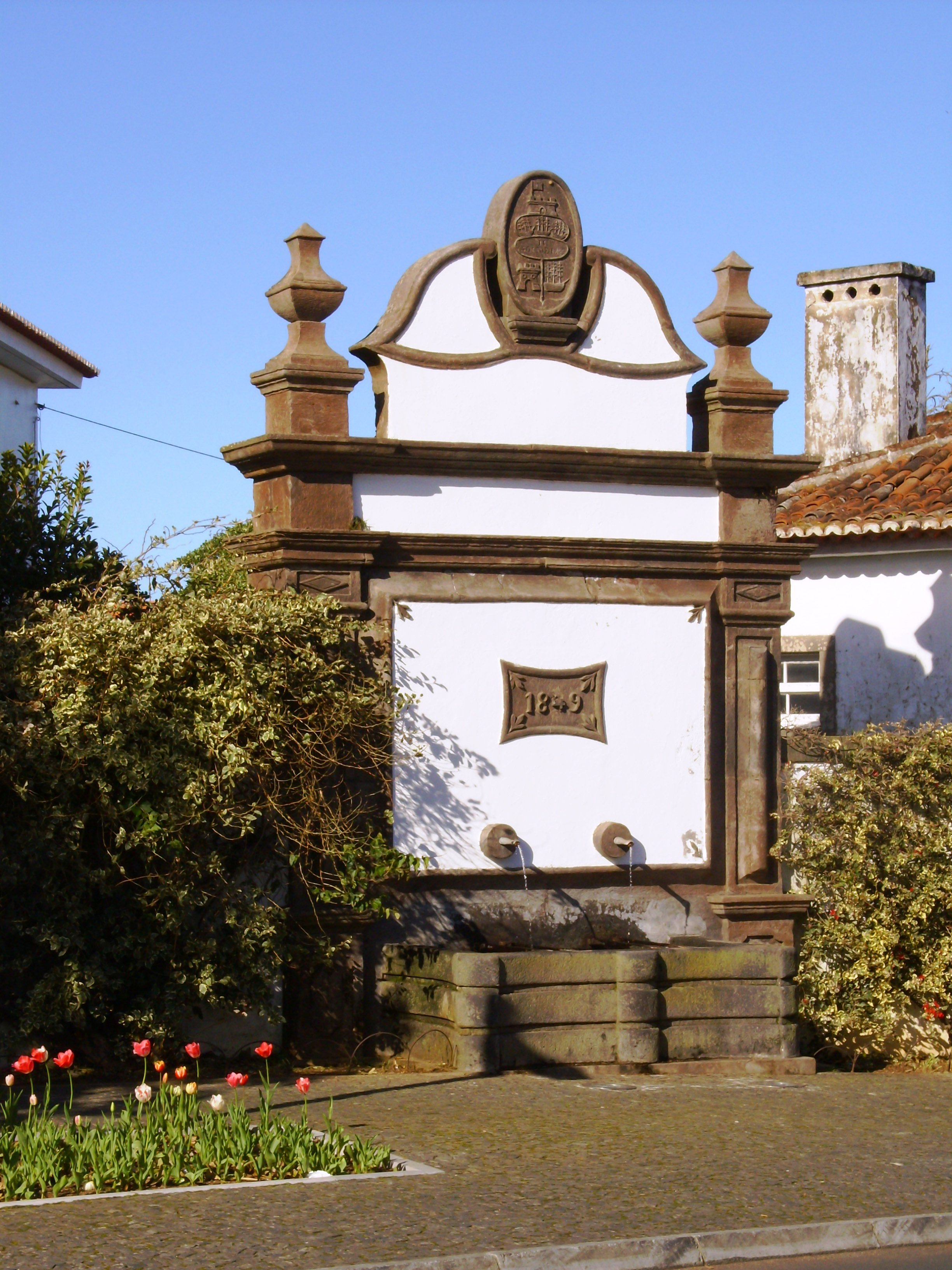
Chafariz do Largo da Luz.

O Chafariz do Largo da Luz localiza-se no largo do Conde da Praia da Vitória, na freguesia de Santa Cruz, concelho da Praia da Vitória, na ilha Terceira, nos Açores.
Erguido no século XIX, encontrava-se primitivamente situado no largo Francisco Ornelas da Câmara. Foi transferido para o seu local atual por volta de 1930.
Atualmente integra o Inventário do Património Histórico e Religioso para o Plano Director Municipal da Praia da Vitória.

## Características
Este chafariz foi erguido em alvenaria de pedra rebocada e caiada de cor branca, com excepção do tanque, dos cunhais, dos pináculos sobre os cunhais, das cornijas e de outros elementos decorativos, em cantaria de pedra escura e à vista.
Entre os pináculos existe um frontão de forma contracurvada que é interrompida por uma pedra de armas, com as armas da Praia da Vitória, na forma de uma elipse, rebocada e pintada excepto na bordadura e na referida pedra, em cantaria aparente. Nela lê-se a inscrição "11 de Agosto De 1829", evocativa da Batalha da Praia da Vitória.
Ao centro do alçado do chafariz há outra cartela com a data de 1849 e, mais abaixo, duas bicas de água corrente e o tanque, retangular.
O chafariz encontra-se enquadrado por dois muros curvos, construídos também em alvenaria de pedra rebocada e caiada de cor branca com excepção dos remates lateral e superior e dos dois pináculos nos extremos, em cantaria aparente e de cor escura.